# آمبونو آچیله
آمبونو آچیله (به انگلیسی: Ambuno Achille) بازیکن کامرونی دو فصل در لیگ دسته اول فوتبال ایران در تیم راهیان کرمانشاه بازی کرد و بهترین گلزن راهیان بود و سپس باقراردادی سه ساله به صبای قم پیوست.